# Linnaemya longirostris
Linnaemya longirostris är en tvåvingeart som först beskrevs av Macquart 1843.  Linnaemya longirostris ingår i släktet Linnaemya och familjen parasitflugor. Inga underarter finns listade i Catalogue of Life.